# Olaf Fønss

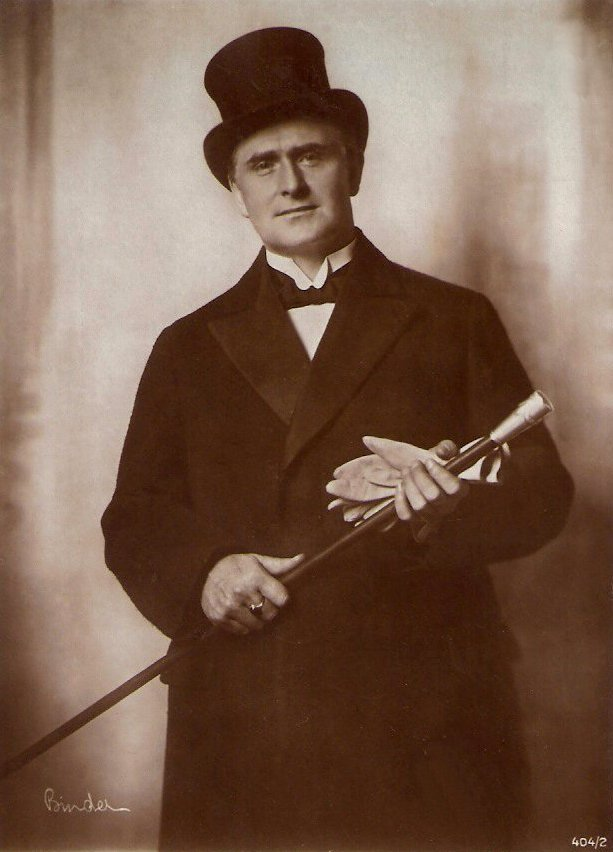
Olaf Fønss, Fotografie (um 1922) von Alexander Binder

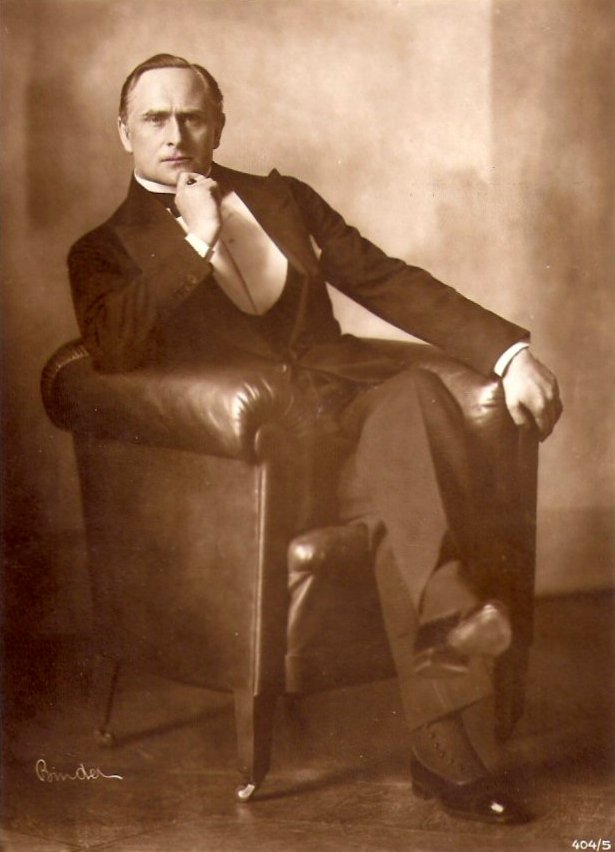
Olaf Fønss, Fotografie (um 1922) von Alexander Binder

Olaf Holger Axel Fønss, in Deutschland meist als Olaf Fönss geführt, (* 17. Oktober 1882 in Aarhus, Dänemark; † 3. November 1949 in Kopenhagen) war ein dänischer Stummfilmschauspieler.

## Leben
Sein Vater war der Schulleiter und Organist Vilhelm Fønss, seine Mutter dessen Ehefrau Henriette, geborene Zimmermann. Sein Bruder Johannes wurde später Opernsänger, sein Bruder Aage Schauspieler.
Olaf Fønss kam 1899 nach Kopenhagen und hatte dort 1903 sein Theaterdebüt am Dagmarteatret. 1912 beendete er seine Theaterlaufbahn und ging zum Film. Bis 1915 war er bei der Filmgesellschaft Nordisk und trat in wichtigen dänischen Produktionen auf, so in der Gerhart-Hauptmann-Verfilmung Atlantis (1913, August Blom) und dem frühen Antikriegsfilm Die Waffen nieder! (Ned med vaabnene, 1914, Holger-Madsen).
Fønss ging 1916 nach Berlin, wo er von Otto Rippert mit der Hauptrolle in dessen Serial Homunculus besetzt wurde. Im folgenden Jahr drehte er wieder in Dänemark und realisierte 1919 Seelenqualen (Samvittighedskvaler/Moderen), ein Ein-Personen-Film ohne Zwischentitel. Unter Friedrich Wilhelm Murnau übernahm Fønss die Hauptrolle in Der Gang in die Nacht (1920). Er spielte bis zum Ende seiner Schauspielerkarriere in Deutschland, bekam seine letzte Hauptrolle jedoch bereits 1921 in Joe Mays Das indische Grabmal.
In den frühen 1930er Jahren engagierte er sich mit zwei Filmen für die dänischen Sozialdemokraten. Von 1933 bis 1947 war er Vorsitzender des dänischen Schauspielerverbandes und fungierte als Filmzensor. Er schrieb 7 Bücher über seine Erfahrungen beim Film.

## Filmografie (Auswahl)
- 1913: Atlantis
- 1914: Die Waffen nieder! (Ned Med Vaabnene)
- 1916: Das jüngste Gericht (Verdens undergang)
- 1916: Homunculus (sechs Teile)
- 1918: Der Tag der Vergeltung (Dommens dag)
- 1918: Bajadser
- 1921: Der Gang in die Nacht
- 1921: Das indische Grabmal (2 Teile)
- 1925: Wenn zwei sich lieben (Fra Piazza del Popolo)
- 1926: Die Waise von Lowood
- 1926: Spitzen
- 1929: Ich lebe für Dich
- 1929: Die seltsame Vergangenheit der Thea Carter